# Tuvalu A-Division 2012
Il campionato di Tuvalu A-Division 2012 è stata la 12ª edizione del campionato, ed è stato vinto dal Nauti Football Club per la 7ª volta (6° consecutivo).

## Squadre partecipanti
| Club          | Isola      |
| ------------- | ---------- |
| Nauti         | Funafuti   |
| Tofaga        | Vaitupu    |
| Lakena United | Nanumea    |
| Manu Laeva    | Nukulaelae |
| Nanumaga      | Nanumaga   |
| Niutao        | Niutao     |
| Tamanuku      | Nukufetau  |
| Nui           | Nui        |

## Classifica
|  |    | Classifica finale 2011 | Pti | G | V | N | P | GF | GS | DR  |
|  | -- | ---------------------- | --- | - | - | - | - | -- | -- | --- |
|  | 1. | Nauti                  | 16  | 7 | 5 | 1 | 1 | 16 | 7  | +9  |
|  | 2. | Tamanuku               | 15  | 7 | 5 | 0 | 2 | 13 | 7  | +5  |
|  | 3. | Manu Laeva             | 14  | 7 | 4 | 2 | 1 | 15 | 6  | +9  |
|  | 4. | Tofaga                 | 13  | 7 | 4 | 1 | 2 | 20 | 6  | +14 |
|  | 5. | Nanumaga               | 9   | 7 | 3 | 0 | 4 | 12 | 9  | +3  |
|  | 6. | Niutao                 | 9   | 7 | 3 | 0 | 4 | 14 | 20 | -6  |
|  | 7. | Lakena United          | 6   | 7 | 2 | 0 | 5 | 8  | 24 | -16 |
|  | 8. | Nui                    | 0   | 7 | 0 | 0 | 7 | 2  | 22 | -20 |

### Verdetti
- Nauti Campione di Tuvalu 2012.

## Statistiche e record

### Classifica marcatori
| Gol | Rigori |  | Giocatore       | Squadra  |
| --- | ------ |  | --------------- | -------- |
| 5   |        |  | Felo Feoto      | Tamanuku |
| 5   |        |  | Malakai Alesana | Tofaga   |

## Calendario e risultati

### Prima giornata
Giocate il 4 febbraio 2012
| squadra    | risultato | squadra       |
| ---------- | --------- | ------------- |
| Nauti      | 2-3       | Lakena United |
| Manu Laeva | 1-2       | Niutao        |
| Tamanuku   | 1-0       | Nanumaga      |
| Tofaga     | 4-1       | Nui           |

### Seconda giornata
Giocate il 10-11 febbraio 2012
| squadra    | risultato | squadra       |
| ---------- | --------- | ------------- |
| Manu Laeva | 5-0       | Lakena United |
| Nauti      | 2-0       | Niutao        |
| Tofaga     | 3-0       | Nanumaga      |
| Tamanuku   | 3-0       | Nui           |

### Terza giornata
Giocate il 16-18 febbraio 2012
| squadra       | risultato | squadra  |
| ------------- | --------- | -------- |
| Tofaga        | 0-2       | Nauti    |
| Nui           | 1-3       | Niutao   |
| Lakena United | 0-2       | Nanumaga |
| Manu Laeva    | 2-1       | Tamanuku |

### Quarta giornata
Giocate il 25 febbraio 2012
| squadra       | risultato | squadra    |
| ------------- | --------- | ---------- |
| Nanumaga      | 1-2       | Manu Laeva |
| Tofaga        | 0-1       | Tamanuku   |
| Nui           | 0-3       | Nauti      |
| Lakena United | 2-6       | Niutao     |

### Quinta giornata
Giocate il 3 marzo 2012
| squadra  | risultato | squadra       |
| -------- | --------- | ------------- |
| Tofaga   | 6-0       | Lakena United |
| Tamanuku | 1-3       | Nauti         |
| Nui      | 0-3       | Manu Laeva    |
| Niutao   | 1-4       | Nanumaga      |

### Sesta giornata
Giocate il 10 marzo 2012
| squadra       | risultato | squadra  |
| ------------- | --------- | -------- |
| Nauti         | 3-2       | Nanumaga |
| Manu Laeva    | 1-1       | Tofaga   |
| Tamanuku      | 3-1       | Niutao   |
| Lakena United | 3-0       | Nui      |

### Settima giornata
Giocate il 17 marzo 2012
| squadra    | risultato | squadra       |
| ---------- | --------- | ------------- |
| Manu Laeva | 1-1       | Nauti         |
| Tofaga     | 7-1       | Niutao        |
| Tamanuku   | 3-1       | Lakena United |
| Nui        | 0-3       | Nanumaga      |